# Sias
Sias (russisk: Сясь, finsk: Säsjoki eller Sääsjoki) er en flod i Novgorod og Leningrad oblast i Rusland.
Floden begynder i moseområderne nordvest for Valdajhøjderne og løber derfra mod nord og munder ud i indsøen Ladoga, omkring 11 km øst for floden Volkhov. Byen Siasstroj ligger ved mundingen. Den største biflod er Tikhvinka. Sias fryser over i november (nogle gange senere) og bliver under isen til i april. Dens decharge er 53 m³/s målt 27 km før mundingen.
I slutningen af vendeltiden og i tidlig vikingetid var Sias meget brugt som en alternativ rute i stedet for Volkhov for trafik fra Østersøen til Volga. En fæstning kaldt Alaborg blev bygget af væringerne for at forsvare tilgangen til Sias-strækkene. Brugen af ruten blev mindsket i løbet af 900-tallet.
59°03′41″N 33°34′39″Ø / 59.06139°N 33.57747°Ø